# Sikirica
Sikirica (cyr. Сикирица) – wieś w Serbii, w okręgu pomorawskim, w gminie Paraćin. W 2011 roku liczyła 921 mieszkańców.